# Пустовий Ігор Васильович
І́гор Васи́льович Пустови́й (7 січня 1940) — український воєначальник, генерал-лейтенант (20.02.1990).

## Життєпис
Народився у місті Дніпро. Після закінчення школи у 1957 році вступив до Чорноморського вищого військово-морського училища імені П. С. Нахімова, яке закінчив у 1961 році.
Після закінчення училища направлений на військово-морську базу у м. Поті (Грузія), де обіймав посаду начальника відділення радіолокаційних і центральних постів ракетного дивізіону берегової охорони Чорноморського флоту ВМФ СРСР.
У 1962 році в ході проведення операції «Анадир», разом зі своїм підрозділом був відряджений на Кубу, де до 1964 року проходив військову службу у складі групи радянських військ, а з 1964 по 1965 роки був військовим радником.
У 1965 році вступив до Військової інженерної академії імені Ф. Е. Дзержинського, яку закінчив у 1970 році за спеціальністю «Командно-вимірювальні радіолінії космічних апаратів».
З 1967 року — у Ракетних військах стратегічного призначення: у 1970—1973 роках — командир ракетної групи пуску і начальник штабу — перший заступник командира ракетного полку; у 1973—1975 роках навчався на командному факультеті Військової академії; у 1975—1977 роках — командир 62-го ракетного полку 46-ї ракетної дивізії (м. Первомайськ, Миколаївська область); у 1977—1983 роках — начальник штабу та перший заступник командира ракетної дивізії.
У 1983 році закінчив Військову академію Генерального штабу Збройних Сил СРСР.
У 1983—1987 роках — командир 10-ї гвардійської ракетної дивізії (м. Кострома, РФ). У 1987—1988 роках — начальник штабу — перший заступник командувача, а у 1988—1993 роках — командувач 31-ї ракетної армії (м. Оренбург, РФ).
У 1993 році повернувся в Україну і перейшов на службу у Збройних силах України. До 1997 року обіймав посаду начальника Головного управління з науки, розробки та закупівлі озброєння та військової техніки Міністерства оборони України.
У 1997 році генерал-лейтенант І. В. Пустовий вийшов у запас. Мешкає у Києві.

## Нагороди
Нагороджений українським орденом «За заслуги» 3-го ступеня, радянськими орденами Червоного Прапора і Червоної Зірки, медалями, Почесною грамотою Київського міського голови (10.03.2020).